# Saison 18 d'Alice Nevers : Le juge est une femme
Chronologie
Saison 17
Cet article présente les épisodes de la dix-huitième saison de la série télévisée Alice Nevers : Le juge est une femme. Cette saison est la dernière.

## Distribution

### Acteurs principaux
- Marine Delterme : Alice Nevers, procureure adjointe
- Jean-Michel Tinivelli : Commandant Fred Marquand
- Guillaume Carcaud : Victor Lemonnier, assistant de la procureure adjointe (épisodes 1 à 4)
- Gary Mihaileanu : Lieutenant Djbril Kadiri (épisodes 1 à 4)
- Loïc Legendre : Jérôme Ravalec, médecin légiste (épisodes 1 à 4)
- Alexandre Varga : Mathieu Brémont (épisodes 1 à 4)
- Jessyrielle Massengo : Ada Cano (épisodes 1 à 4)

## Liste des épisodes

### Épisode 1:La Rançon
- Belgique : 17 octobre 2020 sur La Une
- Suisse : 20 octobre 2020 sur RTS Un
- France : 22 octobre 2020 sur TF1[1]

- France : 5,37 millions de téléspectateurs (22,7 % de part de marché)[2] (première diffusion)

- Scali Delpeyrat : Eric Solanas
- Lucien Belves : Amaury Solanas
- Stéphan Wojtowicz : Wasia
- Sylvie Filloux : Cléo Manella

### Épisode 2:Dilemme
- Belgique : 17 octobre 2020 sur La Une
- Suisse : 20 octobre 2020 sur RTS Un
- France : 22 octobre 2020 sur TF1

- France : 4,33 millions de téléspectateurs (23,8 % de part de marché)[2] (première diffusion)

- Stéphane Plaza : Nathan Gallois

### Épisode 3:Ma puce
- Belgique : 24 octobre 2020 sur La Une
- Suisse : 27 octobre 2020 sur RTS Un
- France : 29 octobre 2020 sur TF1

- France : 5,15 millions de téléspectateurs (21,6 % de part de marché)[3] (première diffusion)

### Épisode 4:Rumeurs
- Belgique : 24 octobre 2020 sur La Une
- Suisse : 27 octobre 2020 sur RTS Un
- France : 29 octobre 2020 sur TF1

- France : 4 millions de téléspectateurs (23,9 % de part de marché)[3] (première diffusion)

### Épisode 5:Le Pacte (1/2)
- Belgique : 31 octobre 2020 sur La Une
- Suisse : 3 novembre 2020 sur RTS Un
- France : 5 novembre 2020 sur TF1

- Annelise Hesme : Capitaine Romane Andréani
- Marie Fugain : Claire Drose
- Nicolas Robin : Lieutenant Loïc Larmor
- Thierry Barbet : Docteur Malo
- Eva Darlan : Violaine Sollers
- Yann Guillarme : Pierre Ferber
- Antoine Michel : Jean-Noël Normand
- Ena Letourneux : Océane Droze
- Eve Margnat : Colombe Sollers
- Mathilde Riu : Soraya Ferber
- Max Libert : Dylan Andréani
- Diego Jaspard : Oscar Charbonnier
- Jaouen Gouevic : Diego Normand

### Épisode 6:Le Pacte (2/2)
- Belgique : 31 octobre 2020 sur La Une
- Suisse : 3 novembre 2020 sur RTS Un
- France : 5 novembre 2020 sur TF1

- Annelise Hesme : Capitaine Romane Andréani
- Marie Fugain : Claire Drose
- Nicolas Robin : Lietenant Loïc Larmor
- Thierry Barbet : Docteur Malo
- Eva Darlan : Violeine Sollers
- Yann Guillarme : Pierre Ferber
- Antoine Michel : Jean-Noël Normand
- Ena Letourneux : Océane Droze
- Eve Margnat : Colombe Sollers
- Mathilde Riu : Soraya Ferber
- Max Libert : Dylan Andréani
- Diego Jaspard : Oscar Charbonnier
- Jaouen Gouevic : Diego Normand